# Till Pietzcker

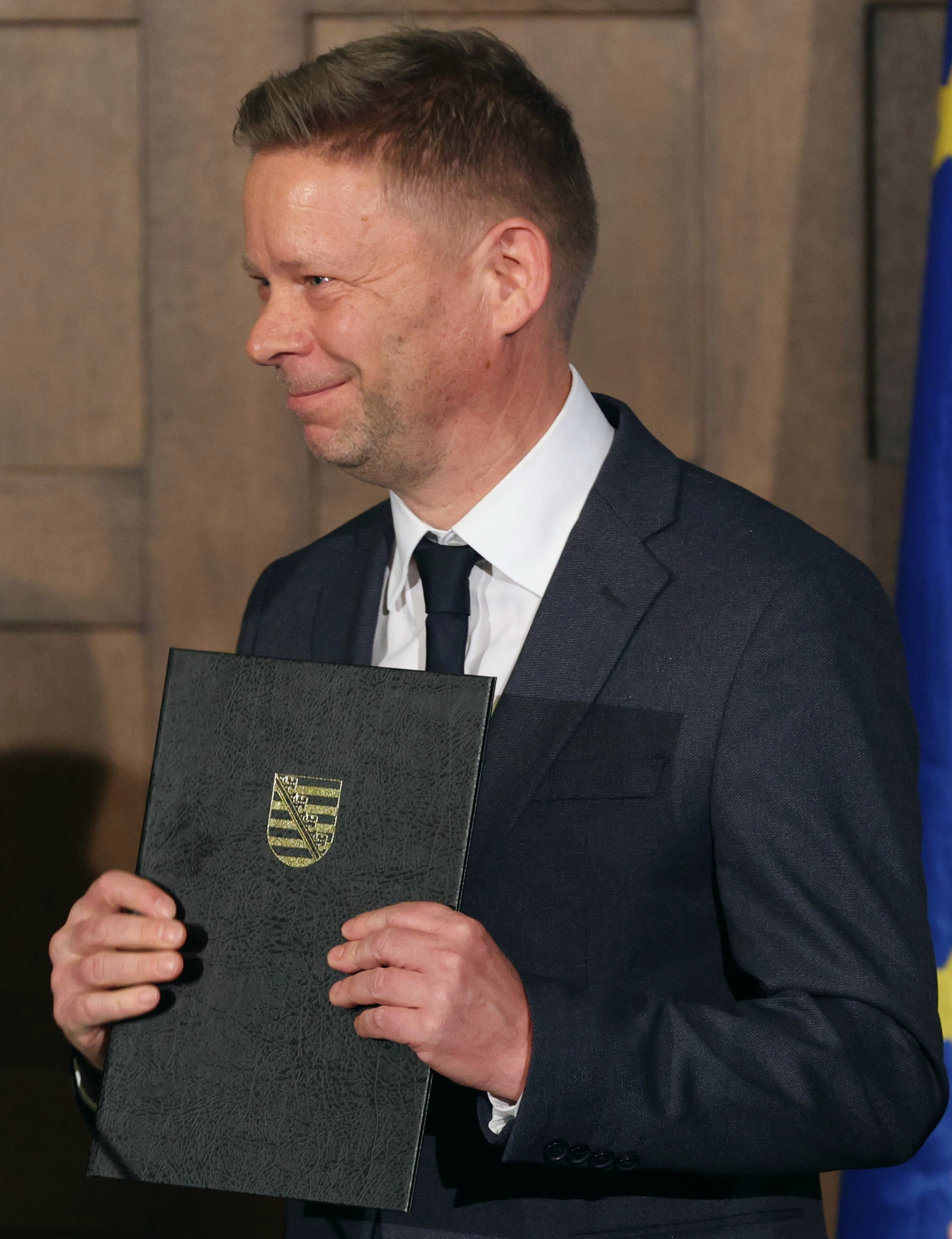
Till Pietzcker mit seiner Ernennungsurkunde am 19. Dezember 2024

Till Pietzcker (* 1968) ist ein deutscher Jurist und politischer Beamter. Seit Dezember 2024 ist er Amtschef des Sächsischen Staatsministeriums der Justiz.

## Leben
Pietzcker studierte Rechtswissenschaft in Freiburg im Breisgau und Dresden. 1998 beendete er sein Rechtsreferendariat. 1999 trat er in den Justizdienst des Freistaats Sachsen ein. Bis 2008 hatte er unterschiedliche Funktionen an sächsischen Gerichten und Staatsanwaltschaften inne. Unter anderem leitete er als Staatsanwalt die Ermittlungen wegen Untreue gegen den damaligen Dresdner Oberbürgermeister Ingolf Roßberg. Von 2008 bis 2014 war Pietzcker Pressesprecher im Sächsischen Staatsministerium der Justiz. Von 2014 bis 2018 war er Oberstaatsanwalt bei der Generalstaatsanwaltschaft Dresden. Von 2018 bis 2024 war er Leiter des Strafrechtsreferats im sächsischen Justizministerium. Von Juni bis Dezember 2024 war er als Leitender Oberstaatsanwalt bei der Generalstaatsanwaltschaft Dresden und Vertreter des Generalstaatsanwalts Martin Uebele tätig.
Am 19. Dezember 2024 wurde Pietzcker von Ministerpräsident Michael Kretschmer im Zuge der Bildung des Kabinetts Kretschmer III zum Amtschef des von Ministerin Constanze Geiert geleiteten Sächsischen Staatsministeriums der Justiz ernannt.